# ヘパドナウイルス科
ヘパドナウイルス科（へぱどなういるすか、Family Hepadnaviridae）とはウイルスの分類における1科。ヘパドナウイルス科の名前は肝臓を標的として肝細胞内で増殖することにちなむ（肝向性、英:hepatotropism）。そのビリオンは直径40~48nmの球形粒子でありエンベロープを有する。部分的に一本鎖領域のある二本鎖DNAをゲノムとする。耐熱性が高く、60℃で数時間処理しても失活しない。ヘパドナウイルス科のウイルスのゲノムDNAは宿主細胞質内でビリオンに含まれるDNAポリメラーゼにより完全な二本鎖DNAとなり、マイナス鎖DNAからプラス鎖RNAが転写され、このプラス鎖RNAから再びマイナス鎖DNAが逆転写される。このマイナス鎖DNAを鋳型としてプラス鎖DNAが合成されるが、完全な二本鎖DNAとなる前に細胞から放出されるため、ビリオンに含まれるウイルスゲノムは不完全な二本鎖DNAとなる。

## 分類
- Genus Orthohepadnavirus
  - B型肝炎ウイルス（Hepatitis B virus）など
- Genus Avihepadnavirus
  - アヒルB型肝炎ウイルス（Duck hepatitis B virus）など
- 未分類
  - ロスガチョウB型肝炎ウイルス（Ross's goose hepatitis B virus）